# D'Allainval
Pour les articles homonymes, voir Soulas.

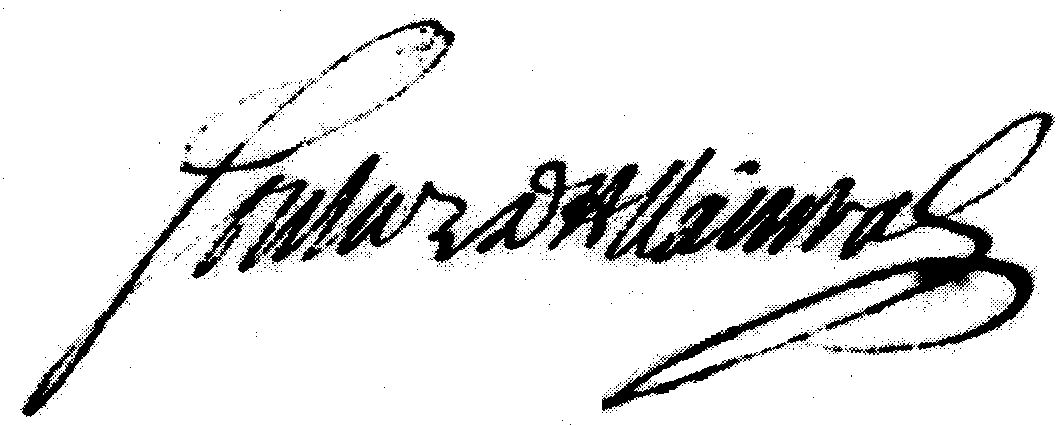

Léonor Jean Soulas, dit l'abbé d'Allainval, est un auteur dramatique français né à Chartres le 2 octobre 1696 et mort à Paris le 2 mai 1753.

## Biographie[3]
La famille Soulas est établie à Auneau, au nord de Chartres, depuis le XVIe siècle. Elle a ses armoiries d'office, de sinople à un chat d'argent. C'est une famille de bonne bourgeoisie de judicature solidement implantée dans la baronnie d'Auneau. Léonor Jean est issu du mariage de "Jean Caezar Soulas, directeur des droits du Roy et de Louyse Desnoyers" (fille d'un maître vitrier de Chartres). Son parrain est "Christin Gravelle, conseiller du Roy et son lieutenant particulier assesseur criminel au baillage présidial de Chartres". Il ajoutera plus tard le prénom de Christin à ceux de Léonor Jean, en hommage à son parrain.
Léonor Jean Christin Soulas quitte Chartres pour Paris vers 1720 et adopte le pseudonyme sous lequel il sera connu dans le monde littéraire : l'Abbé d'Allainval. Bien que ce titre ecclésiastique lui fût contesté par des critiques bien après sa mort, il est pourtant attesté dans plusieurs actes de l'époque où Soulas est mentionné comme clerc tonsuré du diocèse de Chartres. Quant au nom de D'Allainval, on le trouve dans un lieu-dit d'Auneau, face au château.
Un rapport rédigé par l'officier de police Marais, chargé de la surveillance des ecclésiastiques nous en apprend plus sur le physique de D'Allainval : « Labé d'Alinval a été autrefois bien fait, d'une jolie figure et plein de gentillesse. Sa taille est de cinq pieds trois pouces [170 cm] bien prise. Il est brun et porte perruque, le visage ovale, a les yeux forts beaux et à fleur de tête, la bouche et le nez bien faits, et l'abord gracieux. »
Il commence sa carrière en participant aux ouvrages du poète Autreau puis se consacre à la poésie, sans véritable succès. Mais c'est avec L'Embarras des richesses, jouée en 1725 que commence véritablement sa carrière d'auteur. A cette comédie en trois actes, viendront s'ajouter une autre comédie du même volume, L'Ecole des bourgeois, ainsi que cinq autres pièces en un acte : Le Tour de carnaval, La Fausse comtesse, Les Réjouissances publiques ou le gratis, Le Mari curieux, L'Hiver - et un petit opéra-comique : La Fée Marotte, qui ponctuera sa production pour le théâtre en 1734.
Le succès de ces pièces est assez relatif et ne suffit pas, ni à établir sa notoriété, ni à l'assurer de moyens de subsistance suffisants. Sa vie bascule dans la tourmente. En 1738 il est arrêté et enfermé à La Bastille pour avoir publié des libelles et pièces satiriques. Il sera libéré quatre mois plus tard. Bien que pouvant compter sur l'appui d'amis sûrs (comme L'Affichard et Pannard), on lui prête la réputation "de passer la nuit dans quelqu'une des chaises à porteur qui sont au coin des rues". A l'indigence il faut ajouter la débauche si l'on en croit le rapport de l'officier de police Marais : "Son visage ovale a beaucoup de couleurs quand il est en santé ce qu'il lui arrive rarement car il paye maintenant bien cher ses excès et ses débauches".
Lui qui portait l'image d'une assez grande misère, mourut en quittant la table d'un Financier chez qui il dînait. C'était un mercredi et la veille avait été la dernière fête de Pâques. Frappé d'apoplexie il fut conduit à l'Hôtel-Dieu où il rendit le dernier soupir, le 2 mai 1753

## Œuvres[3]

### Théâtre
- L'Embarras des richesses[10], comédie en trois actes de prose et un prologue avec des divertissements, représentée sur le Théâtre de l'Hôtel de Bourgogne, par les Comédiens italiens ordinaires du Roy, le 9 juillet 1725 (disponible sur Google Livres), et y sera jouée vingt fois où elle rencontra le plus grand succès. D'Allainval y expose deux idées du bonheur, celle du jardinier Arlequin qui l'exprime de façon simple dans les chants et l'amour, et celle du riche Midas qui ne l'imagine pas sans richesse. Grétry en fera une comédie lyrique créée à l'Opéra en 1782 et Monselet et Poise en tireront en 1884 un opéra-comique Le Joli Gilles. Il sera repris par l'orchestre de l'ORTF en 1969.
- Le Tour de Carnaval[10], comédie en un acte de prose avec des divertissements, représentée sur le Théâtre de l'Hôtel de Bourgogne, par les Comédiens italiens ordinaires du Roy, le 24 février 1726 (lire en ligne sur Gallica), et y sera jouée quinze fois avant d'être reprise en 1727. Le divertissement du Cahin Caha de Pannard eut une si grande vogue qu'il donna le titre à la pièce. Dans cette comédie, d'Allainval brocarde le petit bourgeois de robe, qui représente pourtant le milieu familial dont il est lui-même issu.
- La Fausse Comtesse[11], comédie en un acte de prose avec des divertissements, représentée sur le Théâtre de la Comédie-Française (salle des Fossés-Saint-Germain), le 27 juillet 1726, mais ne sera jouée que cinq fois. Jugée faible et d'un comique commun, ce fut un échec et ne fut pas imprimée.
- L'École des bourgeois[10], comédie en trois actes de prose avec un prologue, est représentée à la Comédie-Française le 20 septembre 1728 (lire en ligne sur Gallica ). Elle connaîtra un sort pour le moins chaotique. A ses débuts elle ne sera jouée que neuf fois. D'Allainval y dépeint la société de l'époque où les bourgeois monnayent leur intégration à la noblesse qui y voit l'opportunité de compenser sa décrépitude financière. A sa création la pièce "ne fut point goûtée"[10], "le comique jugé bas"[12]. Reprise en 1770, elle ne connut pas un meilleur sort, Collé la qualifiant de "rapsodie indigne"[13] et ne fut jouée que trois fois. Il fallut attendre 1787 pour que le succès soit au rendez-vous, en partie grâce à l'interprétation brillante du comédien Fleury qui s'appropria le rôle de Moncade jusqu'à la fin de sa carrière au Théâtre Français en 1818[14]. Objet de multiples reprises jusqu'en 1932, elle sera jouée près de 300 fois. Cette comédie est jugée comme l'œuvre majeure de D'Allainval le classant parmi les héritiers de Molière[15].
- Les Réjouissances publiques, ou le Gratis, comédie en un acte de prose, Comédie-Française, 18 septembre 1729
- Le Mari curieux[11], comédie en un acte de prose avec un divertissement, est représentée à la Comédie-Française le 17 juillet 1731 (lire en ligne sur Gallica), et sera jouée quinze fois, connaissant un succès mitigé.
- L'Hiver[16], comédie en un acte et en vers libres avec des divertissements, est représentée sur le Théâtre de l'Hôtel de Bourgogne, par les Comédiens italiens ordinaires du Roy, le 19 février 1733 (lire en ligne sur Gallica), mais n'y sera jouée que deux fois. Cette comédie allégorique est une caustique critique des mœurs de l'époque.
- La Fée Marotte[17], opéra-comique en un acte de prose à scènes épisodiques, est représentée à la Foire Saint-Laurent le samedi 28 août 1734. Les dialogues sont entrecoupés de vers déclamés sur fond d'air de musique, reprenant un style qui avait fait le succès de Lesage au Théâtre de la Foire. La pièce ne connut aucun succès et marqua la fin de la carrière de D'Allainval au théâtre. Il avait 38 ans.

### Autres écrits
- Éloge de car, dédié à très-haute et très puissante dame la langue française, A. de Heuqueville, Paris, 1731 (lire en ligne sur Gallica). Objet des plus vives critiques, au sein même de l'Académie Française, d'Allainval entreprend de prendre la défense du mot Car, et d'en faire l'éloge.
- Le temple du goût, comédie en un acte, La Haye 1733, la pièce fut refusée par le Théâtre des Italiens, jugée trop satirique vis-à-vis de Voltaire. C'est en effet un brocard contre l'œuvre de Voltaire du même titre.
- Anecdotes du règne de Pierre premier, dit le Grand, czar de Moscovie, contenant l'histoire d'Eudochia Federowna, & la disgrace du prince de Mencikow, 1re partie, 1744
- Anecdotes du règne de Pierre premier, dit le Grand, czar de Moscovie, contenant son ordonnance du 10-21 février 1720, pour la réformation de son clergé, 2e partie, 1745
- Almanach astronomique, géographique et qui plus est, véritable, 1745
- Lettres du Cardinal Mazarin, Amsterdam 1731, réédition 1745
- La Nonette, dédiée à son Altesse Sérénissime M. le Prince de Condé, arrivant pour la première fois à Chantilly, texte en vers, 1748

Sous le pseudonyme de George Wink :
- Lettre à Mylord *** sur Baron et la demoiselle Le Couvreur, où l'on trouve plusieurs particularités théâtrales, A. de Hauqueville, Paris, 1730 (rééd. L. Willem, Paris, 1870, lire en ligne sur Gallica). C'est un témoignage précis et contemporain sur deux acteurs fameux de ce siècle.

### Ouvrages dont l'attribution est contestée
- Ana, ou Bigarrures calotines, J.-B. Lamesle et A. de Heuqueville, Paris, 1732-1733 (lire en ligne sur Gallica). Bien qu'attribués à d'Allainval, plusieurs indices infirment cette parenté, mais on ignore qui aurait pu écrire ces textes.
- Eloge de la méchante femme, 1732. En fait le dictionnaire des Lettres françaises attribue cet ouvrage à Louis Caqueret, auteur de nombreux écrits facétieux.
- Le Jugement de Pâris, ou le Triomphe de la beauté, comédie en un acte, représentée sur le Théâtre de Toulouse, 1er juillet 1747. Aucune trace de cette pièce n'existe. La notice de présentation[18] crée une confusion car elle l'attribue à M. Dalinval, comédien du Roy. Or s'il a bien existé un Jean Baptiste Charles Augustin Canavas dit Dalinval, comédien, celui-ci n'est entré à la Comédie-Française qu'en 1767.
- Connaissance de la Mythologie, 1739, 1743, 1748. Le manuscrit original est probablement du Père François-Xavier Rigord. D'Allainval aurait apporté des corrections et additions dans la troisième édition de 1748.

## Critiques
Un des biographes de Léonor Jean Christin Soulas dit l'Abbé d'Allainval résume la vie de celui-ci :
"On s'est beaucoup déchaîné contre les mœurs et les manières de vivre de D'Allainval. Il fut malheureux aussi au théâtre, où sa meilleure pièce, L'Ecole des bourgeois, ne jouit d'une considération réelle et méritée que trop tard pour l'utilité de l'auteur. Si ces considérations ne disculpent pas d'Allainval, au moins elles doivent réclamer pour lui quelque indulgence".
Les critiques n'ont retenu du théâtre de D'Allainval que L'Ecole des bourgeois pour sa peinture des mœurs d'une époque où les Marquis s'encanaillent au détriment de  bourgeois impatients de les rejoindre, et L'Embarras des richesses pour le contraste qu'elle offre entre la condition d'indigent prêtée à d'Allainval et le thème de la richesse repris dans la pièce.
Pourtant, Martial Poirson voit dans ces deux pièces "une intéressante lecture en miroir de la mobilité sociale, et par conséquent de tenir un propos sur les grands bouleversements sociaux du siècle nouveau".
Charles Monselet reconnaît dans l'Ecole des bourgeois la lignée de Molière : "Il y a juste cent trente-six ans qu'un pauvre diable, moitié gentilhomme, moitié abbé, mais tout à fait écrivain, dînant de deux jours l'un, et couchant pendant les nuits d'hiver dans une chaise à porteurs, Soulas d'Allainville [sic], faisait jouer à la Comédie-Française la très-brillante comédie intitulée l’École des Bourgeois. Cette comédie, qui donnait une vigoureuse leçon à la bourgeoisie, sans ménager la noblesse, a été jugée depuis longtemps comme une des meilleures et des plus charmantes qui aient été faites après Molière et Regnard. Cela n'a pas empêché son auteur, le pauvre d'Allainval, de mourir dans la peau d'un indigent".
Louis Petit de Julleville conforte ce jugement : "Les héritiers de Molière ne chôment pas. Et d'abord d'Allainval, dont l’École des Bourgeois (1728) est une des meilleures contrefaçons du Bourgeois Gentilhomme, en petit. S'il n'est pas le premier qui ait mis en scène un marquis à l'affût d'une dot bourgeoise, chez lui le portrait est plus fouillé que d'habitude. En face d'une riche bourgeoise, hypnotisée par les titres et qui gagne sa fille à ses folies, et d'autres comparses amusants, se détache la figure du marquis de Moncade, le plus aimable, le plus badin, le plus fat, le plus spirituel et le plus insolent des marquis, comme aussi le plus dédaigneux des gendres, même des fiancés. Démasqué, joué à son tour à la fin, il s'en va, riant, l'air vainqueur, remerciant ceux qu'il n'a pu duper de l'empêcher de « ternir sa gloire ». Il est bien régence. Le portrait est fait de main de maître. Il faut attendre maintenant jusqu'à Piron et Gresset pour trouver des œuvres dignes d'une étude attentive".
Geoffroy, va encore plus loin : "L'Ecole des bourgeois est une pièce fort supérieure à tout ce qu'ont fait Marivaux et Boissy : on y trouve un naturel, une vérité, une force comique, un but moral qu'on cherche en vain dans les productions philosophiques et pédantesques de tous nos petits dramaturges".
L'Embarras des richesses n'a fourni que le prétexte de railler d'Allainval : "car assurément, s'il est un embarras que d'Allainval n'ait jamais connu, c'est celui dont il a tracé le tableau".
"L'abbé d'Allainval nous présente une singulière particularité, un étrange contraste : durant son extrême indigence, ne s'avise-t-il pas d'écrire une pièce sur L'Embarras des richesses? Ce qui prouve, une fois de plus, comme l'a si bien déclaré Beaumarchais après Voltaire qu'il n'est pas nécessaire de tenir les choses pour raisonner, et qu'il est plus aisé d'écrire sur l'argent que d'en avoir".
Il est dommage que les critiques n'aient pas considéré avec plus d'attention l'ensemble des pièces de D'Allainval, car L'Embarras des richesses, Le Tour de carnaval, L'Ecole des bourgeois et Le Mari curieux, forment une quadrilogie assez cohérente sur la société du XVIIIe siècle. Et comment ne pas s'étonner de l'indifférence manifestée à propos de L'Hiver, cette comédie allégorique tellement originale. C'est donc bien l'auteur de la lignée moliéresque que retient l'histoire, et c'est dans cette veine-là, celle de la comédie satirique, que s'inscrivait d'Allainval. Ce fut sa perte, car un théâtre nouveau naissait, "intermédiaire entre la tragédie héroïque et la comédie plaisante", illustré par Nivelle de La Chaussée.